# Johanna Pirker
Johanna Pirker (* 26. Juni 1988) ist eine österreichische Informatikerin mit Forschungsschwerpunkten in den Bereichen Games, Virtual Reality, Künstliche Intelligenz und Data Science. Gegenwärtig ist sie Professorin an der TU München und an der TU Graz, sowie Mitglied des österreichischen Rat für Forschung, Wissenschaft, Innovation und Technologieentwicklung (FORWIT) und war als Gründungsmitglied im Rahmen des Gründungskonvent des Institute of Digital Sciences Austria (IDSA) tätig.

## Leben
Johanna Pirker studierte Software Development and Business an der TU Graz sowie am Massachusetts Institute of Technology (MIT). 2017 promovierte sie an der TU Graz über Immersive and Engaging Forms of Virtual Learning. Dabei entwickelte sie mit Maroon ein interaktives Physiklabor für den Einsatz im Klassenzimmer. Seit 2013 lehrte sie an der TU Graz Game Design and Development, Information Search and Retrieval und Social Media Technologies. 2022 war sie als Gastprofessorin an der ETH Zürich tätig. Von 2022 bis 2024 war sie Vertretungsprofessorin am Lehrstuhl für Angewandte Informatik und Medieninformatik an der Ludwig-Maximilians-Universität München. Im Juli 2025 wurde sie zur Professorin für N-Dimensional User Experience an der Technischen Universität München berufen. Ihre Forschungsschwerpunkte liegen in den Bereichen Mensch-Computer-Interaktion, Virtual Reality, Künstliche Intelligenz, Data Science, Social Network Analysis und Games User Research.
2022 wurde sie als Mitglied des Gründungskonvent des Institute of Digital Sciences Austria (IDSA) nominiert, welcher sich um den Aufbau der neuen Linzer Universität befasst.
Seit 2024 ist sie Mitglied des österreichischen Rat für Forschung, Wissenschaft, Innovation und Technologieentwicklung (FORWIT).
Innerhalb der Computerspiel-Branche ist sie vor allem bekannt als Initiatorin und Direktorin der Game Dev Days Graz, Österreichs größter Konferenz für Spieleentwickler, sowie als Vortragende bei internationalen Konferenzen wie beispielsweise der GDC. Sie engagiert sich außerdem stark für die Indie Game Development Szene und Game Jams.
Sie engagiert sich zum Thema Wissenschaftskommunikation, Open Access und Open Science und veröffentlicht auf ihrem YouTube-Kanal Videos zum Thema Games, Informatik und Wissenschaft. Sie streamt auch regelmäßig als Twitch-Partnerin auf ihrem Twitch-Kanal „JoeyPrink“.
Sie spielt Keyboard in der Indie-Rock-Band Coinflip Cutie.

## Preise und Auszeichnungen
- Forbes 30 under 30 Europe, Science & Healthcare (2018)[13][14]
- IGDA Women in Games Ambassador, GDC (2017)[15]
- GOLC Award for Best Visualized Experiment, für Maroon VR (2017)[16]
- Steirische Wissenschaftspreise „Digitalisierung in der Wissenschaft“ (2019)[17]
- Women in Tech Award by Futurezone (2019)[18]
- Käthe-Leichter-Preis (2020)[19]
- Hedy Lamarr Preis (2021)[20]

## Veröffentlichungen (Auswahl)
- Analyzing Player Networks in Destiny[21]
- An Educational Physics Laboratory in Mobile Versus Room Scale Virtual Reality – A Comparative Study, Online Engineering & Internet of Things (Seite 1029–1043). Springer, Cham
- PTD: Player Type Design to Foster Engaging and Playful Learning Experiences, International Conference on Interactive Collaborative Learning (Seite 487–498). Springer, Cham
- How Playstyles Evolve: Progression Analysis and Profiling in Just Cause 2, 15th International Conference on Entertainment Computing[22]